# NGC 993
NGC 993 (NGC 994) é uma galáxia elíptica (E-S0) localizada na direcção da constelação de Cetus. Possui uma declinação de +02° 03' 01" e uma ascensão recta de 2 horas, 36 minutos e 46,0 segundos.
A galáxia NGC 993 foi descoberta em 15 de Janeiro de 1865 por Albert Marth.